# Grubenbrand
Als Grubenbrand bezeichnet man im Bergbau ein untertägig ausgebrochenes Schadfeuer (Brand). Die Eigenart dieses Feuers ist, dass es sich unkontrolliert entwickeln kann. Der Bergmann unterscheidet zwischen einem offenen und einem verdeckten Grubenbrand. Brände ohne offene Flammen bezeichnet man als Glimmbrände. Bei Grubenbränden ist oftmals der Einsatz der Grubenwehr erforderlich.

## Grundlagen
Damit ein Brand überhaupt entstehen kann, müssen drei Voraussetzungen vorhanden sein. Es muss brennbares, entzündliches Material vorhanden sein, es muss genügend Sauerstoff in der Umgebung der Brandstelle existieren und es muss eine genügend energiereiche Zündquelle vorhanden sein, um das brennbare Material zu entzünden. Untertage sind viele brennbare Materialien vorhanden. Die Bandbreite umfasst Grubenholz, Kunststoffe, Papier und brennbare Flüssigkeiten. In Kohlenbergwerken kommen noch Steinkohle oder Braunkohle und das Grubengas hinzu. Alle diese brennbaren Stoffe bezeichnet man als Brandgut. Die Sauerstoffversorgung der Grubenbaue wird über die Bewetterung getätigt. Als Zündquellen können Untertage verschiedene elektrische Geräte oder flammenerzeugende Werkzeuge wie z. B. Schneidbrenner fungieren. Aber auch durch Reibung bei Gurtförderern können Grubenbrände entstehen.

## Ursachen
Oftmals ist Unvorsichtigkeit die Ursache für die Entstehung eines Grubenbrandes. Weitere Ursachen für Grubenbrände sind Nachlässigkeit und mangelnde Sorgfalt der Bergleute. In einigen Fällen war auch Brandstiftung die Ursache für einen Grubenbrand.

### Brandentstehung
Bei der Brandentstehung gibt es zwei Möglichkeiten zur Entstehung eines Grubenbrandes, durch Selbstentzündung und durch Fremdentzündung. Die Selbstentzündung kommt nur in Kohlenbergwerken vor. Insbesondere dann, wenn Kohle Einlagerungen von Pyrit (Schwefelkies) enthält, kann es durch Absorption von Sauerstoff zu einer chemischen Reaktion kommen. Durch diese Reaktion entsteht Wärme, die zur Entzündung der Kohle führen kann. Begünstigt wird diese Selbstentzündung durch die große Oberfläche der Kohle. Dies ist speziell bei Feinkohle der Fall. Insbesondere, wenn viel Kleinkohle im Alten Mann zurückbleibt, kann es zu einem Selbstentzündungsbrand kommen. Bei der Fremdentzündung muss immer eine separate Zündquelle vorhanden sein. Diese kann entweder direkt durch offene Flammen oder durch genügend hohe Reibungswärme das Brandgut entzünden. Bei der Verwendung von untertägig aufgestellten Wetteröfen kann die Flamme des Ofens auf die Streckenzimmerung überschlagen, wenn dieser zu dicht am Streckenstoß oder sonst wie unsachgemäß aufgestellt ist. Es ist auch vorgekommen, dass sich in den Verbrennungsabgasen Funken befanden, die dann den feinabgelagerten Kohlenstaub entzündeten. Das früher verwendete offene Geleucht konnte die Zimmerung in Brand setzen, wenn die Lampen verbotenerweise an der Zimmerung befestigt wurden. Der Brand von in Schachtnähe befindlichen Tagesanlagen kann sich auf das Grubengebäude fortstrecken. Dies wird insbesondere dann begünstigt, wenn der Schachtausbau aus brennbaren Materialien besteht. Durch Funkenbildung an Gewinnungsmaschinen, wie dem Kohlenhobel oder durch die Schneidmeißel einer Teilschnittmaschine, kann ausströmendes Grubengas entzündet werden. Sogar durch die Strahlungswärme von Scheinwerfern an Lademaschinen können Materialien wie Sprengstoff entzündet werden. Grubenbrände können auch als Folge von Schlagwetterexplosionen auftreten.

## Auswirkungen
Durch einen Grubenbrand können, je nach Schwere, sehr hohe wirtschaftliche Verluste für das betroffene Bergwerk entstehen. Solange sich der Brand nicht großflächig ausdehnen kann, sind die Auswirkungen weniger gefahrvoll. Durch den Brand bestimmter Materialien entstehen giftige Gase. Diese giftigen Gase, von den Bergleuten als böse Wetter bezeichnet, führen bei den betroffenen Bergleuten zu schweren Vergiftungserscheinungen, die oftmals tödlich verlaufen. Können die Brände nicht rechtzeitig gelöscht werden, kann es zu schwerwiegenden Folgen kommen. Dies kann soweit führen, dass der Brand nicht mehr kontrollierbar wird und die Flammen so heftig sind, dass sie sogar aus dem Schacht herausschlagen. Als Folge eines Grubenbrandes kann es wiederum zu einer Schlagwetterexplosion kommen. Bei einem Brand im Bereich von Kohleflözen kann der Brand auf das Flöz übergreifen und es kommt zum Flöz- oder Kohlebrand. Diese Gefahr besteht insbesondere bei Selbstentzündungsbränden.

## Brandbekämpfung
Für die Bekämpfung eines Grubenbrandes muss der Bergmann je nach Brandgut das entsprechende Löschmittel verwenden. Bei geringerer Ausdehnung des Grubenbrandes reicht oftmals das Löschen durch Wasser. Dies ist insbesondere bei Bränden, die durch Fremdentzündung entstanden sind, durchführbar. Wichtig bei der Brandbekämpfung mittels Wasser ist eine ausreichende Wasserversorgung. Auch durch das Bewerfen mit Gesteinstaub lassen sich kleine Brände löschen. Damit der Brand wirkungsvoll erstickt werden kann, muss die Gesteinstaubschicht etwa 50 Millimeter stark sein. Auch tragbare Feuerlöschgeräte können wirkungsvoll für die Bekämpfung von Entstehungsbränden verwendet werden. Größere Grubenbrände lassen sich nicht mehr mit so einfachen Mitteln bekämpfen. Hier ist es oftmals erforderlich, den Brand durch die Zufuhr großer Wassermengen zu löschen. Hierfür müssen untertägig Pumpen aufgestellt werden, die den Brandherd mit Wasser fluten. Hierzu wird bei Bedarf auch Grubenwasser verwendet. Insbesondere Brände, die durch Selbstentzündung entstanden sind, lassen sich oftmals auch mit diesen Mitteln nur schwer löschen. Hier gibt es die Möglichkeit, den Brandherd zu umfahren. Dazu wird der Brandherd an einer günstigen Stelle umfahren und die entstandenen Hohlräume werden mit Baustoff abgedichtet. Dadurch soll ein Übergreifen auf andere Flözteile verhindert werden. Zur Löschung von Versatzbränden eignet sich das Verschlämmen des Brandes mittels Lehm, Sand oder Gesteinstaub. Hierfür werden in die Stöße Löcher gebohrt und das Verschlämmmaterial in den Brandherd eingepumpt. Zur Löschung tiefsitzender Brände haben sich Maßnahmen bewährt, die dem Brand den Sauerstoff entziehen und ihn dadurch ersticken. Eine Möglichkeit ist das Stellen von Branddämmen. Durch den Branddamm wird dem Feuer die nötige Sauerstoffzufuhr abgesperrt und der Brand erstickt. Nach einem längeren Zeitraum, der je nach Brand unterschiedlich lang sein kann, kann der Damm wieder geöffnet werden. Wird der Damm zu früh geöffnet, kann der Brand aufs Neue ausbrechen. Eine weitere Möglichkeit ist das Bekämpfen größerer Grubenbrände durch das Einleiten von inerten Gasen wie Stickstoff oder Kohlendioxid. Durch die Inertisierung soll der Sauerstoffgehalt der Wetter im Bereich des Brandherdes verringert werden. Durch diese Maßnahme lassen sich offene und verdeckte Grubenbrände bekämpfen. Dieses Verfahren wurde das erste Mal von Golds Worthy bei einem Grubenbrand angewendet.

## Früherkennung
Für eine rechtzeitige Brandbekämpfung ist eine frühzeitige Branderkennung von großer Wichtigkeit. Grubenbrände machen sich durch eine Erhöhung der Wettertemperatur und das Auftreten von Brandgasen bemerkbar. Ein sicheres Zeichen für einen Grubenbrand ist das verstärkte Auftreten von Kohlenoxid in den Wettern. Auch die Wahrnehmung von Brandgeruch oder Rauch lässt auf einen offenen Grubenbrand schließen. Hier können auch glimmende Kohlestücke in der Umgebung des Brandherdes auftreten. Bei einem verdeckten Brand bilden sich im Firstbereich oftmals Schwitzstellen. Allerdings lassen sich solche Brandkennzeichen meist nur erkennen, wenn man in unmittelbarer Nähe des Brandherdes ist. Bei größeren Wetterströmen lassen sich kleinere Mengen Brandgase kaum feststellen. Hierfür wurden besondere Systeme zur Brandfrüherkennung entwickelt, die im Bereich von Gurtförderern eingesetzt werden können.

## Vorbeugung
Um der Entstehung von Grubenbränden vorzubeugen, muss der Bergmann seine Arbeiten mit großer Sorgfalt und Umsichtigkeit verrichten. Er hat alles zu unterlassen, was einen Grubenbrand begünstigen kann. Dazu gehört der vorsichtige Umgang mit offenem Feuer und Geräten und Werkzeugen, die Flammen erzeugen. Brennbare Flüssigkeiten müssen vorschriftsmäßig gelagert werden. In Steinkohlenbergwerken gilt unter Tage ein Rauchverbot. Zur Vermeidung von Selbstentzündungsbränden dürfen keine Kohlenreste oder Kohleninseln im Alten Mann zurückbleiben. Den Bereich des Alten Mannes müssen die Bergleute entsprechend abdichten. Bei oberflächennahem Abbau von Kohlenflözen können Risse in der Erdoberfläche entstehen, die zur Vermeidung von Schwelbränden entsprechend abgedichtet werden. Dieselbetriebene Fahrzeuge müssen zur Vermeidung von Grubenbränden mit bordfesten Feuerlöschanlagen versehen sein.